# James H. Gardner
James Hamlin „Jack“ Gardner (* 29. März 1910 in Texico, New Mexico; † 9. April 2000 in Salt Lake City, Utah) war ein US-amerikanischer Basketballspieler und -trainer. Er wirkte im Bereich des College Basketball der NCAA von 1940 bis 1953 als Cheftrainer an der Kansas State University und anschließend bis 1971 in gleicher Funktion an der University of Utah. Mit beiden Mannschaften gelang ihm je zweimal der Einzug in die Final-Four-Runde des NCAA-Division-I-Basketball-Championship-Turniers. Für sein Wirken und seine Erfolge wurde er 1970 zum National Coach of the Year ernannt und 1984 in die Naismith Memorial Basketball Hall of Fame aufgenommen.

## Leben
Jack Gardner wurde 1910 in Texico geboren und schloss 1934 ein Studium an der University of Southern California mit einem Master im Bereich Bildungswissenschaften ab. Er spielte während seines Studiums Basketball für die USC Trojans, die Sportabteilung der Universität, und wurde in seinem Abschlussjahr zum Mannschaftskapitän und zum wertvollsten Spieler (Most Valuable Player, MVP) des Teams ernannt. Noch während seines Studiums trainierte er in den Jahren 1933/34 eine Mannschaft der Amateur Athletic Union, von 1934 bis 1936 wirkte er dann als Trainer an einer High School im kalifornischen Alhambra. Anschließend übernahm er von 1936 bis 1940 die Mannschaft des Modesto Junior College in Modesto, mit der er in dieser Zeit dreimal die Staatsmeisterschaft gewann.
Von 1940 bis 1953 fungierte er, mit Unterbrechung durch Militärdienst während des Zweiten Weltkrieges, an der Kansas State University als Cheftrainer der Kansas State Wildcats, an der sein vorheriger Assistent Tex Winter sein Nachfolger wurde. Danach wechselte er an die University of Utah, an der er bis 1971 als Cheftrainer der Runnin’ Redskins tätig war. Er trainierte anschließend noch bis 1978 das Golf-Team der University of Utah und wirkte danach von 1979 bis 1991 als Berater der Utah Jazz in der National Basketball Association (NBA). Aufgrund seiner Empfehlung verpflichtete die Mannschaft im NBA Draft unter anderem den für das Basketballteam der Gonzaga University spielenden John Stockton, der anschließend von 1984 bis 2003 für die Utah Jazz aktiv war und als einer der besten Point Guards der NBA-Geschichte gilt.
Jack Gardner war von 1935 bis zum Tod seiner Frau im Jahr 1996 verheiratet und Vater eines Sohnes. Er starb 2000 in Salt Lake City.

## Sportliche Erfolge
Jack Gardner führte die Kansas State Wildcats 1948 in die Final Four-Runde der letzten vier Mannschaften und 1951 in das Finale der Landesmeisterschaft der National Collegiate Athletic Association (NCAA) und erlangte darüber hinaus mit dem Team drei Conference-Titel. Mit den Runnin’ Redskins, mit denen er in verschiedenen Conferences sieben Meisterschaften gewann, erreichte er in den Jahren 1961 und 1966 das Halbfinale der Landesmeisterschaft sowie 1956 die Elite-Eight-Runde der letzten acht Teams. Insgesamt qualifizierte er sich mit seinen Mannschaften achtmal für die Teilnahme an der NCAA Division I Basketball Championship sowie zweimal für das National Invitation Tournament. Seine Gesamtbilanz als Trainer im College-Basketball-Bereich lag bei 486 Siegen und 235 Niederlagen.
Jack Gardner war der erste sowie neben Rick Pitino und Roy Williams einer von bisher drei Trainern in der Geschichte des College Basketball, der zwei verschiedene Mannschaften je zweimal in die Final-Four-Runde der Landesmeisterschaft führte. In Anerkennung seiner Leistungen als Trainer wurde er 1984 in die Naismith Memorial Basketball Hall of Fame sowie 1977 in die Utah Sports Hall of Fame, 2000 in die Kansas Sports Hall of Fame und 2006 in den Gründungsjahrgang der National Collegiate Basketball Hall of Fame aufgenommen. Im Jahr 1970 wurde er als National Coach of the Year geehrt.